# عمر کامپورسه
 عمر کامپورسه (ایتالیایی: Omar Camporese؛ زاده ۸ مهٔ ۱۹۶۸) یک تنیس‌باز اهل ایتالیا است.